# Cantons de Bèlgica
A Bèlgica, hi ha cantons judicials i electorals. Un cantó judicial (neerlandès: gerechtelijk kanton, francès: canton judiciaire) és un grup de municipis en què hi ha un jutge de pau que té jurisdicció sobre aquests municipis. Un districte judicial es compon de tots els cantons judicials al seu territori. Hi ha 225 cantons judicials a Bèlgica. La majoria dels cantons judicials cobreixen diversos municipis, però les ciutats sovint es divideixen en més d'un cantó judicial. Anvers, per exemple, es divideix en 12 cantons judicials.
Un cantó electoral (neerlandès: kieskanton, francès: canton électoral) és un grup de municipis en els quals les eleccions són organitzades per una Oficina Principal de Cantons. No es correspon necessàriament amb un cantó judicial. És el nivell més baix detallat per què els resultats electorals estan disponibles. Hi ha 208 cantons electorals a Bèlgica.

## Brussel·les-Halle-Vilvoorde
| - Anderlecht - Asse - Brussel·les - Halle - Ixelles/Elsene - Lennik - Meise - Molenbeek-Saint-Jean/Sint-Jans-Molenbeek - Saint-Gilles/Sint-Gillis - Saint-Josse-ten-Noode/Sint-Joost-ten-Node - Schaerbeek/Schaarbeek - Uccle/Ukkel - Vilvoorde - Zaventem |

## Flandes
| - Anvers - Arendonk - Boom - Brecht - Duffel - Heist-op-den-Berg - Herentals - Hoogstraten - Kapellen - Kontich - Lier - Mechelen - Mol - Puurs - Turnhout - Westerlo - Zandhoven | - Aalst - Assenede - Beveren-Waas - Brakel - Deinze - Dendermonde - Destelbergen - Eeklo - Evergem - Gant - Geraardsbergen - Hamme - Herzele - Horebeke - Kaprijke - Kruishoutem - Lochristi - Lokeren - Merelbeke - Nazareth - Nevele - Ninove - Oudenaarde - Ronse - Sint-Gillis-Waas - Sint-Niklaas - Temse - Waarschoot - Wetteren - Zele - Zomergem - Zottegem | - Aarschot - Diest - Glabbeek - Haacht - Landen - Leuven - Tienen - Zoutleeuw | - Beringen - Bilzen - Borgloon - Bree - Genk - Hasselt - Herk-de-Stad - Maaseik - Maasmechelen - Neerpelt - Peer - Riemst - Sint-Truiden - Tongeren - Voeren | - Avelgem - Bruges - Diksmuide - Gistel - Harelbeke - Hooglede - Ypres - Izegem - Kortrijk - Lichtervelde - Menen - Mesen - Meulebeke - Nieuwpoort - Oostende - Oostrozebeke - Poperinge - Roeselare - Ruiselede - Tielt - Torhout - Veurne - Vleteren - Wervik - Zonnebeke |

## Valònia
| - Antoing - Ath - Beaumont - Belœil - Binche - Boussu - Celles - Charleroi - Chimay - Chièvres - Châtelet - Comines-Warneton - Dour - Enghien - Estaimpuis - Flobecq - Fontaine-l'Évêque - Frameries - Frasnes-lez-Anvaing - La Louvière - Le Rœulx - Lens - Lessines - Leuze-en-Hainaut - Merbes-le-Château - Mons - Mouscron - Péruwelz - Seneffe - Soignies - Thuin - Tournai | - Aubel - Aywaille - Bassenge - Dison - Eupen - Ferrières - Fléron - Grâce-Hollogne - Hannut - Herstal - Herve - Huy - Héron - Limbourg - Liège - Malmedy - Nandrin - Saint-Nicolas - Sankt-Vith - Seraing - Spa - Stavelot - Verlaine - Verviers - Visé - Waremme | - Arlon - Bastogne - Bouillon - Durbuy - Érezée - Étalle - Fauvillers - Florenville - Houffalize - La Roche-en-Ardenne - Marche-en-Famenne - Messancy - Nassogne - Neufchâteau - Paliseul - Saint-Hubert - Sainte-Ode - Vielsalm - Virton - Wellin | - Andenne - Beauraing - Ciney - Couvin - Dinant - Éghezée - Florennes - Fosses-la-Ville - Gedinne - Gembloux - Namur - Philippeville - Rochefort - Walcourt | - Genappe - Jodoigne - Nivelles - Perwez - Wavre |